# Erica gysbertii
Erica gysbertii är en ljungväxtart som beskrevs av Guthrie och Bolus. Erica gysbertii ingår i släktet klockljungssläktet, och familjen ljungväxter.

## Underarter
Arten delas in i följande underarter:
- E. g. ampliata
- E. g. longiflora

## Bildgalleri

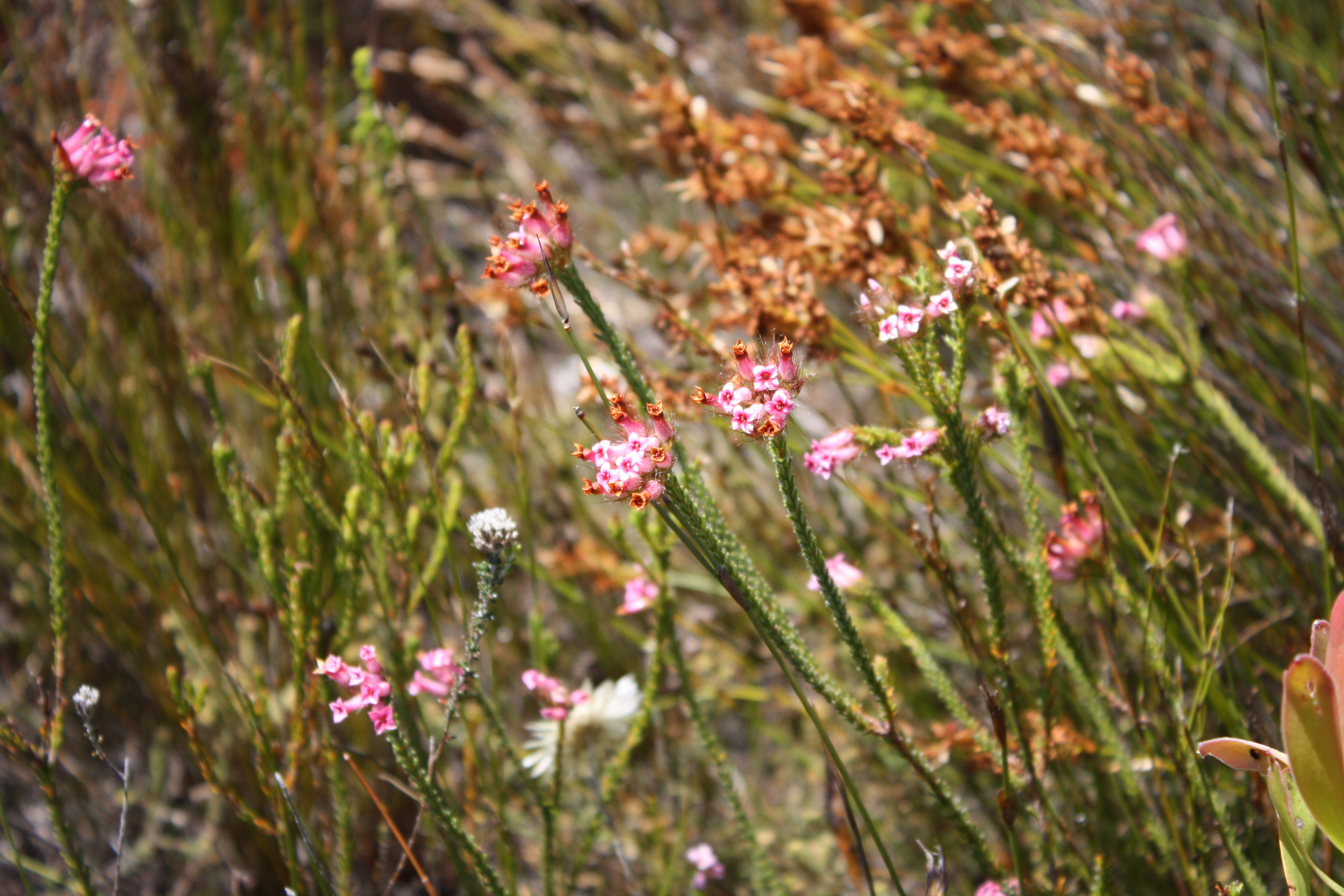